# あさりよしとお
あさり よしとお（本名：浅利 義遠、1962年11月20日 - ）は、日本の漫画家。北海道空知郡上砂川町出身。代表作に『宇宙家族カールビンソン』、『ワッハマン』、『まんがサイエンス』など。
柔らかく太い温かみのある描線で、毒のある笑いとSFを基本とした世界を描く。美少女や、シンプルだが味わい深いメカを描くことを得意とする。おたくブーム時期にデビューし、人気を集めた。その後作風の幅を広げていく。現在は青い鳥文庫fシリーズの挿し絵も手掛けている。
アニメ『新世紀エヴァンゲリオン』の制作には、第三使徒サキエル等のデザインで参加しており、漫画以外の分野でも高いデザインセンスを発揮している。

## プロフィール
北海道空知郡上砂川町生まれ。少年時代の多くを美唄市で過ごし、小学四年生までは円形校舎で有名な美唄市立沼東小学校に通っていた。本格的に漫画を描き始めたのは高校入学後。北海道滝川高等学校卒業後、東京国税局大蔵事務官を経て漫画家となる。
1981年、浅利義遠名義の「木星ピケットライン」（『週刊少年サンデー』）でデビュー。その後『レモンピープル』（あまとりあ社）、『宇宙船』（朝日ソノラマ）等の各誌に数篇の短編を発表したのち、1984年『プチアップルパイ』（徳間書店）で「元祖宇宙家族カールビンソン」、翌年に『月刊少年キャプテン』（徳間書店）で「宇宙家族カールビンソン」の連載を開始した。
スキンヘッドに髭という風貌をしている。
宇宙作家クラブの会員で、無類のロケット好き。作家の笹本祐一らと共に『宇宙へのパスポート ロケット打ち上げ取材日記1999-2001』に参加している。ロフトプラスワンのイベント「ロケットまつり」にも出演。
自作「なつのロケット」を元にした名前「なつのロケット団」で、超小型衛星打ち上げ用の小型液体燃料ロケットを開発（のちに「SNS株式会社」に）。『宇宙へ行きたくて液体燃料ロケットをDIYしてみた～実録なつのロケット団』で、第45回星雲賞（ノンフィクション部門）、2014年度科学ジャーナリスト賞を受賞した。
映画やアニメ、ファミコンソフトの評論家としても活躍。小説の挿絵に藤井青銅の『死人にシナチク』や、富永浩史『俺の足には鰓がある』がある。
『新世紀エヴァンゲリオン』では制作側として関わるほか、SF雑誌編集者にしてトレッキーでもある岸川靖と組んで『アニメージュ』誌内に「EVANGELION補完委員会」なるものを立ち上げ、パロディー4コマ漫画集を上梓するといった1ファン的な付き合いもしていた。ただし、本人はエヴァンゲリオンのラストに対し、「作品ではない」と批判的な意見を述べている。
1988年2月号から『アニメージュ』（徳間書店）誌上のOVAクロスレビューの審査に参加、1950 - 1960年代の映画黄金期の名作を基準とし、辛口なコメントを披露している。

## 作品リスト

### 長編・連載

#### 連載中
- まんがサイエンス（『大人の科学マガジン』、学研教育出版）
- 進め！なつのロケット団（『楽園 Le Paradis』Web増刊[5]、白泉社）
- 超音速の魔女（『楽園』、白泉社）

#### 連載終了
- それ行け宇宙パトロール（『S-Fマガジン』、早川書房、1ページ漫画の連作）
- 宇宙家族カールビンソン（未完）
- オーパーツ OMAN
- 少女探偵 金田はじめの事件簿（『ウルトラジャンプ』、集英社）
- 重箱の隅
- 迷走学園（未完）
- ただいま寄生中
- 中空知防衛軍
- 地球防衛少女イコちゃん
- HAL（『コミックガム』、ワニブックス）
- なつのロケット（『ヤングアニマル』、白泉社）
- 細腕三畳紀
- ラジヲマン
- やぶからぼう
- ワッハマン
- まんが くわがたツマミ（原案：ラレコ、『月刊コミックラッシュ』、ジャイブ）
- 荒野の蒸気娘（『コミックガム』、ワニブックス）
- るくるく（『月刊アフタヌーン』、講談社）
- アステロイド・マイナーズ（『月刊COMICリュウ』、徳間書店）
- 小惑星に挑む（『楽園 Le Paradis』、白泉社）
- 樋口真嗣の暮らしの手帖（イラスト、『週刊アスキー』、アスキー・メディアワークス）
- 蒼の六郷（『楽園 Le Paradis』、白泉社）
- 生殖の碑（『楽園 Le Paradis』、白泉社）[6]
- 戦国機甲伝 クニトリ（『コミック乱ツインズ 戦国武将列伝』・『コミック乱増刊 鬼平犯科帳 総集編』、リイド社）

### 短編
短編集は5冊が刊行されている。『中空知防衛軍』にも短編3作品があるので、併せて記載する。

#### 『怪獣使いと少年たち』
- 木星ピケットライン（1981年）
作者が受験を控えた高校3年生時のデビュー作で、『2001年宇宙の旅』をモチーフとしたパロディー作品。
月ほどもある巨大隕石が地球に1年後衝突する。緊急事態を解決するため4名の決死隊が、隕石破壊用水爆を積んだ宇宙船「ホネバカリー」で飛び立った。しかし、問題の隕石は直径は月程度でも、質量が木星の12倍もある化け物のような星だった……。任務の重大さに押し潰されそうな陰気な男「ボーマン船長」、全てをギャグで押し通すおちゃらけ隊員「ヤマモト」を始めとするクルー達は、地球を救うことができるのか？
2000年以前に出た3冊の短編集全てに収録されている。
- 試験に出る北海道（1985年）
北海道を一人旅する少女の試練。
- 用心棒（1985年）
- 突撃ヒューマン 発情編（1985年）
挿入行為を特撮番組の合体シーンなどでパロディーにしたもの。登場人物は皆少女。元ネタは『サンダーバード』、『謎の円盤UFO』、『キャプテンウルトラ』、『ウルトラセブン』等、1960年代にテレビ放映されたもの。
- 突撃ヒューマン 発情編2 同じネタが使えるのは2度までだ!!（1985年）

#### 『あさりよしとお短編集』（1989年版）
- 白頭巾（1985年）
5ページのカラー漫画。白頭巾ちゃんはおばあちゃんの家へ向かう道中で血みどろになり、「赤頭巾」になってしまう。
- それ行け宇宙パトロール（1987年）
名作SF小説の『冷たい方程式』のパロディ。原作では密航した少女は18歳だが、ここでは幼女に描かれている。
- 魔黒州城 前編（1984年）
- 木星ピケットライン（1981年）
- ムーンチャイルド（1986年）
ロールプレイゲームのパロディ。作者得意の幼女描写、ブラックジョークが発揮されている。
- 砂漠の魔王（1984年）
- 宇宙刑事バスター（1987年）
エイリアンからヒントを得た話。その後『ただいま寄生中』に、イメージが継承されている。
- たたかう自衛官（1986年）
- アンドロイドは電機クラゲの夢を見るか（1987年）
- ゾンビの七人（1986年）
第3次世界大戦から10年、生物兵器の影響か、死人がゾンビとして活動し人間を喰らう世界、ゾンビハンター達はゾンビ狩りで収入を得ていた。しかし仕事を終えたハンターの元に、復讐を目論むゾンビ達の手が迫っていた。
- 魔黒州城 後編（1984年）
- ゾンビの用心棒（1986年）
食料が尽き、赤字に悩むゾンビハンターの元に依頼人が現れる。彼の依頼は、ゾンビの村を守って欲しいと言うものだった。
- 地上最大の恩返し（1983年）
- ためにならないプラモ製作基礎講座（1986年）
プラモデル制作に関する1ページ漫画。

#### 『あさりよしとお短編集』（1994年版）
- 宇宙刑事バスター（1987年）
- 宇宙刑事バスター2（1991年）
1989年版にも収録されている『宇宙刑事バスター』の続編。
バスターの宿主である道々橋絵奈を主人公とし、ラストも更なる展開を匂わせているが続きは存在しない。
解説コーナーに、作者の「もっと描きたい。ホントはこれからスゴクなるのに…」と言うメッセージがある。
- 地上最大の恩返し（1983年）
- 魔黒州城 前編（1984年）
- 魔黒州城 後編（1984年）
- 砂漠の魔王（1984年）
- ゾンビの七人（1986年）
- ゾンビの用心棒（1986年）
- 蠢くもの（1984年）
作者の得意とするゴキブリ、クモなど虫の描写がある。
- ムーンチャイルド（1986年）
- たたかう自衛官（1986年）
- 逆襲の赤ずきん（1986年）
拷問のプロフェッショナルに成長した赤ずきんが、狼への復讐を始める。
- それ行け宇宙パトロール（1987年）
- 木星ピケットライン（1981年）

#### 『あさりよしとお短編集 毒入り 〈カプセル編〉』
- メッチェンファウスト
- 世界冥作劇場
『ガロ』（青林堂）に掲載された全4話の短編。『フランダースの犬』『狼と七匹の子山羊』『ちびくろサンボ』『赤毛のアン』を題材にした、ブラックなギャグ漫画。
- プロジェクトT
『頭文字D』のパロディを交えた峠レース漫画だが、主役になるのは戦車。
- それゆけ内田くん
作者の『迷走学園』に登場する、人体模型のような人物、内田くんを用いた外伝漫画。

#### 『あさりよしとお短編集 毒入り 〈錠剤編〉』
- よりぬきヤードさん
作者が発表した同人誌『ヤード』から4ページ分をカラーで掲載。但し紙面レイアウトの都合などから、コマ割りの違いや、出典の『ヤード』とはオチが異なる点がある。
- 重箱の隅
ゲーム業界、アニメ業界の裏側を作者自身とキャラクターの漫談形式で暴露した作品。
- 橋の下の超人
- Let's go! うなぎちゃん
作者のオリジナルキャラクター“げしょ”のような女子学生、築地野うなぎを主人公に、『セーラームーン』をパロディ化した一話完結ギャグ。『Let's go! うなぎちゃん』『Let's go! うなぎちゃんR』『Let's go! うなぎちゃんR鵺編』の3話がある。
- 宮本武蔵
宮本武蔵を主人公にした麻雀漫画。通しを担当するキャラクター“お通”など、作者の特徴であるダジャレセンスが発揮された短編。
- Mahjong&Dragons
麻雀ゲームとファンタジーRPGの体裁を掛け合わせた短編ギャグ。

#### 『中空知防衛軍』
- がんまサイエンス
科学者の竹内先生が嘘科学知識を教える、『まんがサイエンス』のセルフパロディ。あるふぁ・べーた・がんまの3話からなる。
- 巨大ロボ北海道に現わる
- 復活! 無節操超超巨大戦闘兵器

### 同人誌
- ヤード/ヤード2
最初期の個人誌。ブラックなショートショート集。
ヤード2には「突撃ヒューマン 発動編」のタイトルであとがき漫画が収録されている。
- 学習漫画 保健4 女体のひみつ - ミームいろいろ夢の旅 生殖その1
作者の本分でもある科学漫画風の描写を用いた成人向け漫画。
- Let's Go! うなぎちゃん
『宇宙家族カールビンソン』に登場する作者の創作生物「げしょ」のような顔の女子中学生、築地野うなぎが騒動を起こすギャグ漫画。
続編にうなぎちゃんR、うなぎちゃんR鵺編がある。
- ヴィスタフカ別冊 エロい絵
『宇宙家族カールビンソン』、『まんがサイエンス』など作者自身の代表作のキャラを扱った、セルフパロディの成人向けイラスト集。
- モ子ちゃんの悩殺ガイドブック!
- ひみつのお助け人 マジカルCANCER（1986年・スタジオ★アオーク『XSEED創刊準備号』掲載）
同時に掲載された設定資料（文：来留間慎一、代筆：ふじたゆきひさ）によると、変身は表衣（ひょうい）であり、皮下のガン細胞が外へ出現し、装甲と化す……という、『宇宙刑事バスター』の原型とも言えるもの。これには『カールビンソン』のコロナとおとうさんの初期デザイン（おとうさんの変形した姿は似ているが、顔のデザインが違い、また脚がある）も掲載されている。
- 本なんか出るわけないじゃん
ダミーサークルのイメージを逆手に取り“ダミーサークル”という直球なサークル名で主催し、多数の執筆者と合作したネタ本。頒布時のお遊びも含め、同人界では30年経つ現在に至っても語り継がれる有名な逸話となっている[要出典]。

### ゲーム
- ファリア（キャラクターデザイナー）
- 奇々怪界-謎の黒マント-（パッケージイラストなど）
- 極上パロディウス 〜過去の栄光を求めて〜（パッケージ・イメージイラストなど）
- 実況おしゃべりパロディウス（パッケージ・イメージイラストなど）
- 奇々怪界 黒マントの謎（パッケージイラストなど）
- アレサ（コミックストーリーブック『 ゲームボーイMagazine Vol.5』付録、徳間書店インターメディア）
- アレサII（コミックストーリーブック『 ゲームボーイMagazine Vol.9』付録、徳間書店インターメディア）
- アレサIII（コミックストーリーブック『 ゲームボーイMagazine Vol.14』付録、徳間書店インターメディア）

### 作画・その他
- 特撮雑誌『宇宙船』1983年秋号（Vol.16）にて特撮についてのイラストコラムを描く。

- 『死人にシナチク』シリーズ（表紙・巻頭漫画・挿絵）
- 『俺の足には鰓がある』（表紙・挿絵）
- ポンコツタイムマシン騒動記（表紙・挿絵）
- 大合作・大合作2（スーパーバイザー）
- ヴィスタフカ（CD-ROM画集）
- ヴァイスの空（原作）
- 恐るべき旅路 -火星探査機「のぞみ」のたどった12年-（カバー写真）
- ハイウェイ惑星 惑星調査艇ヒノシオ号の冒険（表紙・挿絵）
- MONDO21 平成極楽オタク談義（アポロ計画・家庭用ビデオの回に本人が出演）
- 宇宙へ行きたくて液体燃料ロケットをDIYしてみた 実録なつのロケット団（エッセイ本）
- ヱヴァンゲリヲン新劇場版:序（2007年）（デザインワークス）
- ヱヴァンゲリヲン新劇場版:破（2009年）（デザインワークス）

## アシスタント出身者
- 藤田和日郎[7]
- ひねもすのたり[8]